# Watersipora subtorquata
Watersipora subtorquata är en mossdjursart som först beskrevs av d'Orbigny 1852.  Watersipora subtorquata ingår i släktet Watersipora och familjen Watersiporidae. Arten har ej påträffats i Sverige. Inga underarter finns listade i Catalogue of Life.